# Сербул Едуард Сергійович
Едуард Сергійович Сербул (нар. 14 квітня 1993, Вознесенськ, Миколаївська область, Україна) — український футболіст, захисник та півзахисник.

## Біографія
Вихованець одеського «Чорноморця». З 2006 по 2010 рік виступав у чемпіонаті ДЮФЛ, де провів 70 матчів (5 голів). У 2010 році дебютував в професіональному футболі у складі фарм-клуба одеського «Чорноморця», згодом був переведений у молодіжний (U-21) склад «Чорноморця». 
Згодом підключався до основної команди, де тренувався під керівництвом такого фахівця, як Роман Григорчук, але дебютувати в основному складі «Чорноморця» у Прем'єр-лізі Едуарду так і не вдалося. І в міжсезонній час сезону 2011/2012 він покинув склад «моряків», приєднавшись до складу донецького «Металурга».
В Донецьку Едуард виступав у складі юнацької (17 матчів) та молодіжної команди, де працював спочатку під керівництвом Олександра Зотова, а згодом перейшов до команди Сергія Шищенка. По завершенню сезону покинув склад «металургів» та підписав контракт із ужгородською «Говерлою». Пробитися в основний склад команди В'ячеслава Грозного Едуарду вдалося двічі, проте в обох випадках він залишився у запасі. Здебільшого виступав за команду дублерів.
У 2015 році після багаторічного досвіду у молодіжних командах Сербул перебрався у іноземний чемпіонат, а саме в першу латвійську лігу де виступав за клуб «Джюгас» з міста Тельшяй. У березні 2017 року підписав контракт з чернівецькою «Буковиною». По завершенню сезону за обопільною згодою сторін припинив співпрацю з чернівецьким клубом.
Осінню того ж року грав за друголіговий клуб «Реал Фарма». З сезону 2019/20 виступав за клуб вищого дивізіону Чорногорії: «Грбаль» з міста Радановичі. У березні 2020 року підписав контракт із вінницькою «Нивою».

## Статистика
Станом на 5 січня 2022 року
| Клуб                  | Ліга                 | Сезон   | Чемпіонат | Чемпіонат | Кубок | Кубок | Дубль | Дубль |
| Клуб                  | Ліга                 | Сезон   | Ігри      | Голи      | Ігри  | Голи  | Ігри  | Голи  |
| --------------------- | -------------------- | ------- | --------- | --------- | ----- | ----- | ----- | ----- |
| Чорноморець-2 (Одеса) | Друга ліга України   | 2010/11 | 20        | 1         |       |       |       |       |
| Чорноморець (Одеса)   | Прем'єр-ліга України | 2011/12 |           |           |       |       | 14    | 0     |
| Металург (Донецьк)    | Прем'єр-ліга України | 2011/12 |           |           |       |       | 4     | 0     |
| Металург (Донецьк)    | Прем'єр-ліга України | 2012/13 |           |           |       |       | 15    | 0     |
| Говерла (Ужгород)     | Прем'єр-ліга України | 2013/14 |           |           |       |       | 13    | 0     |
| Джюгас (Тельшяй)      | Перша ліга Литви     | 2015    | 12        | 0         | 1     | 0     |       |       |
| Джюгас (Тельшяй)      | Перша ліга Литви     | 2016    | 26        | 3         | 3     | 2     |       |       |
| Буковина (Чернівці)   | Перша ліга України   | 2016/17 | 5         | 0         |       |       |       |       |
| Реал Фарма (Одеса)    | Друга ліга України   | 2017/18 | 7         | 0         |       |       |       |       |
| Грбаль (Радановичі)   | Вища ліга Чорногорії | 2019/20 | 11        | 0         | 2     | 1     |       |       |
| Нива (Вінниця)        | Друга ліга України   | 2020/21 | 22        | 1         | 3     | 0     |       |       |
| Нива (Вінниця)        | Друга ліга України   | 2021/22 | 13        | 1         | 1     | 0     |       |       |